# Arcuadendron triangulare
Arcuadendron triangulare är en svampart som beskrevs av Sigler & J.W. Carmich. 1976. Arcuadendron triangulare ingår i släktet Arcuadendron, divisionen sporsäcksvampar och riket svampar.   Inga underarter finns listade i Catalogue of Life.